# Дубравко Дујшин
Дубравко Дујшин (Задар, 12. септембар 1894 — Загреб, 30. јануар 1947) је био хрватски филмски и позоришни глумац.  

## Биографија
Своје глумачке врхунце постиже улогама Шекспирових Марка Антонија, Магбета и Краља Лира, тумачењем Беговићевих, Ибзенових и Држићевих ликова. Успешан је био како у популарној тако и у салонској комедији, што доприноси његовој популарности.
Звонки баршунасти глас, прелепа појава, изванредна дикција и надасве култивисан говор, то су одлике уметника који је напречац освајао публику. У рецитацији је знао снажним интерпретацијама потпуно заокупити гледалиште, са смислом за психолошке сложености карактера које је тумачио, Дујшин је зацртао казалишни стил „загребачке глумачке школе”.

## Филмографија
Глумац  |  
| Глумац | ▲ |
| ------ | - |

|           | Назив   | Улога |
| --------- | ------- | ----- |
| 1930      |         |       |
| 1940-te ▲ |         |       |
| 1947      | Славица | Шиме  |